# 村井裕章
村井 裕章（むらい ひろあき、1985年11月14日 - ）は、地方競馬の兵庫県競馬組合・園田競馬場茂崎正善厩舎所属の元騎手である。勝負服の柄は青、胴白星散らし、袖白一本輪。兵庫県出身、血液型O型。地方競馬教養センター騎手課程第77期生。

## 来歴
2003年3月31日付けで地方競馬騎手免許を取得し、山口益巳厩舎からデビュー。同年4月15日第2回園田競馬1日目第6競走サラ系C級4歳以上条件戦ストロングブレイブで初騎乗（10頭立て4番人気5着）。同年6月3日第6回園田競馬1日目第10競走サラ系C11組4歳以上条件戦をビーエヴァーで優勝（10頭立て3番人気）し、初勝利。
2005年2月17日付けで山口益巳厩舎から茂崎正善厩舎へ所属変更。
2008年3月27日付けで自己都合により引退した。最終騎乗は同年3月21日第26回園田競馬2日目第10競走C2二組4歳以上条件戦トミケンパシオンで5着だった（9頭立て4番人気）。
地方通算成績は681戦62勝・2着81回・3着125回・勝率3.7%・連対率8.5%